# ГЭС Гоув
ГЭС Гоув - гидроэлектростанция в центральной части Анголы, в 70 км к югу от второго по величине города страны Уамбо. Находясь перед ГЭС Матала, составляет верхнюю ступень каскада на реке Кунене, которая течет в меридиональном направлении на юг, после чего на границе с Намибией (в районе ГЭС Руакана) поворачивается на запад до Атлантического океана.
Строительство плотины началось в 1969 году, когда Ангола еще находилась под португальским колониальным управлением. Ее назначением было накопление воды для работы запланированного ниже по течению Кунене каскада и производство электроэнергии. Сооружение плотины в целом завершилось в 1973 году, однако дальнейшему развитию гидроузла помешала гражданская война, вспыхнувшая после получения Анголой независимости. В 1983 работы возобновили, однако уже через три года из-за ведения боевых действий в регионе, они приостановились. В 1990 году случился подрыв станции боевиками УНИТА, который серьезно повредил здание. Новый этап работ начался только в 2008 году и наконец завершился введением ГЭС в эксплуатацию в 2012 году.
В рамках проекта реку перекрыли земляной плотиной с каменной накидной основой высотой 58 метров и длиной 1234 метра, которая потребовала 4 млн м3 материала. Она образовала большое водохранилище с площадью поверхности 178 км2 и объемом 2574 млн м3.
Машинный зал оборудовали тремя турбинами типа Фрэнсис мощностью по 20,6 МВт, которые должны обеспечить производство 223 млн кВт электроэнергии в год..